# شلل العصب الشظوي
شلل العصب الشظوي هو شلل يصيب العصب الشظوي الأصلي ويؤثر على قدرة المريض على رفع القدم عند الكاحل. سميت الحالة نسبةً إلى فريدريش ألبرت فون زنكر. عادة ما يؤدي شلل العصب الشظوي إلى اضطراب عصبي عضلي أو إصابة العصب الشظوي أو هبوط القدم الذي يمكن أن يكون أعراضًا لاضطرابات أكثر خطورة مثل متلازمة الانضغاط العصبي. أبلغ عن أن أصل الإصابة بشلل العصب الشظوي يعود إلى حدوث إصابة في الجهاز العضلي الهيكلي أو شد العصب أو انضغاطه بشكل منعزل. أبلغ أيضًا أنه قد يكون نتيجة لآفات كتلية أو متلازمات استقلابية. غالبًا ما ينقطع العصب الشظوي عند مستوى الركبة أو ربما عند مفصل الورك أو الكاحل. ذكرت معظم الدراسات أن حوالي 30% من حالات شلل العصب الشظوي يتبعها خلع في الركبة. يحدث شلل العصب الشظوي عندما تتعرض الركبة لأنواع الإجهاد المختلفة. أكثر ما يحصل عندما يصاب الهيكل الخلفي الوحشي للركبة. ومن العوامل التي قد تساهم بشكل جزئي في حصول تلف في العصب الشظوي الأصلي هي موقعه المشدود نسبيًا حول رأس الشظية وضعف التروية الدموية في المنطقة ووجود أنسجة ضامة حول العصب. تشمل الخيارات العلاجية الإجراءات الجراحية وغير الجراحية. يشمل العلاج الأولي العلاج الفيزيائي وتقويم الكاحل والقدم. يركز العلاج الفيزيائي بشكل أساسي على منع حصول التشوه من خلال شد محفظة الكاحل الخلفية. يمكن أيضًا استخدام دعامة خاصة أو جبيرة تُرتدى داخل الحذاء (تسمى مقوم الكاحل والقدم) لتثبيت القدم في أكثر وضع مناسب للمشي. يشمل التقويم أيضًا شد الهباكل الخلفية للكاحل. يمكن للعلاج الفيزيائي تعليم المرضى المشي رغم وجود هبوط في القدم.

## العلامات والأعراض
ترتبط علامات وأعراض شلل العصب الشظوي في الغالب بالجزء السفلي من الساقين والقدم وهي كالتالي:
- تراجع الإحساس أو حس تنميل ووخز في الجزء العلوي من القدم أو الجزء الخارجي من الجزء العلوي أو السفلي من الساق
- هبوط القدم (عدم القدرة على تثبيت القدم بشكل مستقيم
- تدلي أصابع القدم أثناء المشي
- ضعف الكاحلين أو القدمين
- الإحساس بالوخز
- ألم في الساق
- الإحساس بوخز دبابيس أو إبر
- المشية الخابطة (المشية التي تُحدث فيها القدم صوت ارتطام بالأرض عند كل خطوة)

قد يحتاج المرضى إلى المسكنات للسيطرة على الألم. تشمل الأدوية المستخدمة في التسكين: جابابنتين أو كاربامازيبين أو مضادات الاكتئاب ثلاثية الحلقة مثل أميتريبتيلين. يجب على المرضى استخدام الأدوية عند الحاجة فقط وعدم الإفراط فيها لتجنب حصول الآثار الجانبية. في حال كان الألم شديد وغير محتمل يمكن لأخصائي الألم أن يساعد المرضى على التعرف على جميع الخيارات المتاحة للتسكين. قد تساعد تمارين العلاج الفيزيائي في الحفاظ على قوة العضلات. تساهم أجهزة تقويم العظام أيضًا في تحسين قدرة المريض على المشي ومنع حدوث التقفع. قد تشمل أجهزة تقويم العظام السِناد والجبائر والأحذية التقويمية أو غيرها من المعدات. قد تساعد الاستشارات المهنية أو العلاج المهني أو البرامج المشابهة المرضى على تحسين قدرتهم على الحركة بشكل مستقل دون الاعتماد على الآخرين.

## الأسباب
العوامل المسببة لشلل العصب الشظوي بشكل أساسي هي الإصابات العضلية الهيكلية أو إصابة العصب الشظوي بحد ذاته. . يحدث الشلل عادة في الجزء الخارجي من الساق وأعلى القدم. يتسبب الشلل في ضعف قوة العضلات لرفع القدم وثني الكاحل للخارج وتحريك أصابع القدم. يرجع السبب الرئيسي للشلل إلى خلع الركبة. العوامل المسببة الأخرى المحتملة هي الخلل الاستقلابي في الجزء السفلي من الركبة أو اضطراب توضع الورك أو الحوض. تؤدي الإصابات في العصب الشظوي إلى تدمير غمد الميالين الذي يحيط بالمحور العصبي أو الخلية العصبية بأكملها. قد يحصل تراجع في الإحساس والقدرة على التحكم في العضلات وبمقوية العضلة وخسارة الكتلة العضلية في نهاية المطاف لأن الأعصاب لا تعود قادرة على تحريك العضلات بعد إصابتها. يسمى الخلل الشائع الذي يصيب عصب وحيد دون غيره مثل شلل العصب الشظوي باعتلال العصب الأحادي. اعتلال العصب الأحادي يعني تلف الأعصاب في منطقة منعزلة. مع ذلك فيمكن لبعض الحالات أن تسبب اعتلال عصب أحادي.
تشمل الأسباب الشائعة لشلل العصب الشظوي:
- الإصابة الرضية في الركبة
- كسر في الشظية
- استخدام جبيرة الجص (أو استخدام أي معدات تسبب ضغط طويل الأمد) على أسفل الساق
- تشبيك الساقين بشكل مستمر
- ارتداء الأحذية ذات الكعب العالي
- الضغط الطويل على الركبة خلال أوضاع مثل النوم أو الغيبوبة
- الاستلقاء لفترة طويلة
- كسر في عظم الساق[5]

تعد الإصابة بشلل العصب الشظوي شائعة لدى الأشخاص:
- النحيلين للغاية (أو الذين يعانون من فقدان الشهية العصابي على سبيل المثال)
- الذين يعانون من حالات مثل اعتلال الأعصاب السكري أو التهاب الشرايين العقدي المتعدد
- المعرضين للسموم التي من شأنها أن تلحق الضرر بالعصب الشظوي الأصلي

قد يحدث ضغط مطول على العصب بسبب:
- وضعيات الجلوس
- الصمات الدموية والأورام
- الاستلقاء على أسفل الساق بسبب الضيق[6]